# Браун Бетти
Браун Бетти (англ. Brown Betty — букв. «коричневая Бетти») — американский слоёный десерт, североамериканский пудинг из яблок и подсушенной и пропитанной сливочным маслом хлебной крошки. История названия не сохранилась, блюдо впервые упоминается в печати в 1864 году. В рецепте 1877 года используется яблочный соус и крекеры.
Яблочный Браун Бетти был одним из любимых десертов Рональда и Нэнси Рейган в Белом доме.
Используют панировочные сухари или подсушенный в духовке раскрошенный хлебный мякиш. Их смешивают со сливочным маслом ил лимонной цедрой. Яблоки нарезают, смешивают с сахаром, корицей, мускатным орехом, выкладывают в форму для запекания. Яблоки посыпают или перекладывают несколькими слоями сухарей. Запекают до готовности, подают тёплым, с шариком мороженого, лимонным соусом или взбитыми сливками.